# Dorfkirche Biesenthal

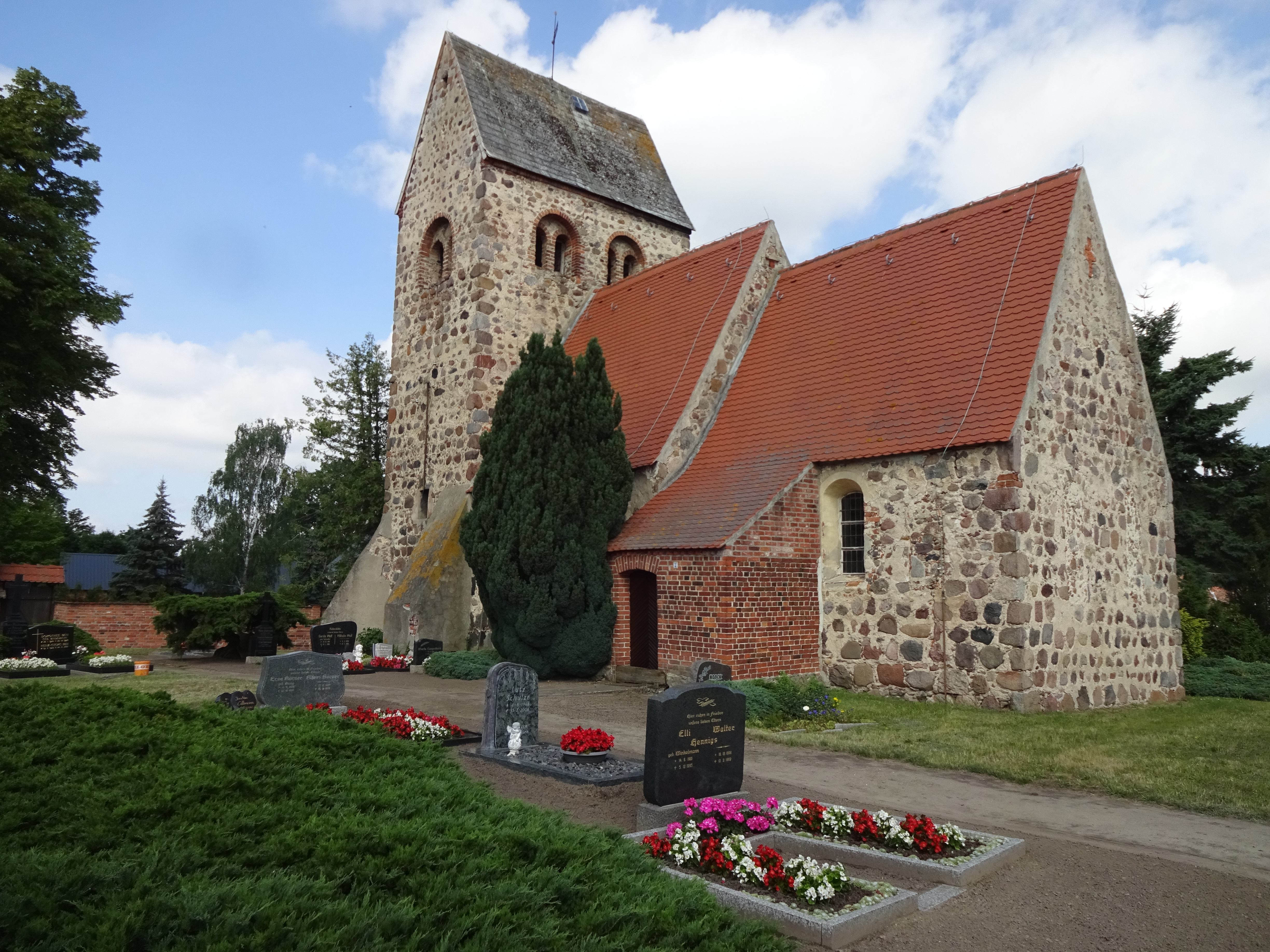
Dorfkirche Biesenthal

Die evangelische Dorfkirche Biesenthal ist eine romanische Saalkirche im Ortsteil Biesenthal von Bismark (Altmark) im Landkreis Stendal in Sachsen-Anhalt. Sie gehört zur Kirchengemeinde Gladigau im Kirchenkreis Stendal der Evangelischen Kirche in Mitteldeutschland und steht seit den 1970er Jahren unter Denkmalschutz.

## Geschichte und Architektur
Das romanische Bauwerk ist aus Feldsteinmauerwerk mit sorgfältig behauener Eckquaderung erbaut und besteht aus kurzem Schiff, eingezogenem Rechteckchor und schiffsbreitem Westquerturm vom Anfang des 13. Jahrhunderts. Es ist mit sehr steilen Satteldächern gedeckt. Die Fenster wurden größtenteils barock erneuert und sind im Osten vermauert, die romanische Tür an der Südseite des Schiffs ist ebenfalls vermauert. Der einzige Eingang ist die ehemalige Priesterpforte mit einer Backsteinvorhalle aus dem 19. Jahrhundert. Der Westturm ist mit vier nachträglich angeböschten Pfeilern und gekuppeltem Schallöffnungen unter einer Rundbogenblende aus Backstein und Satteldach versehen. Veränderungen und Restaurierungen wurden in den Jahren 1688, 1704, 1866 und 1965 vorgenommen.

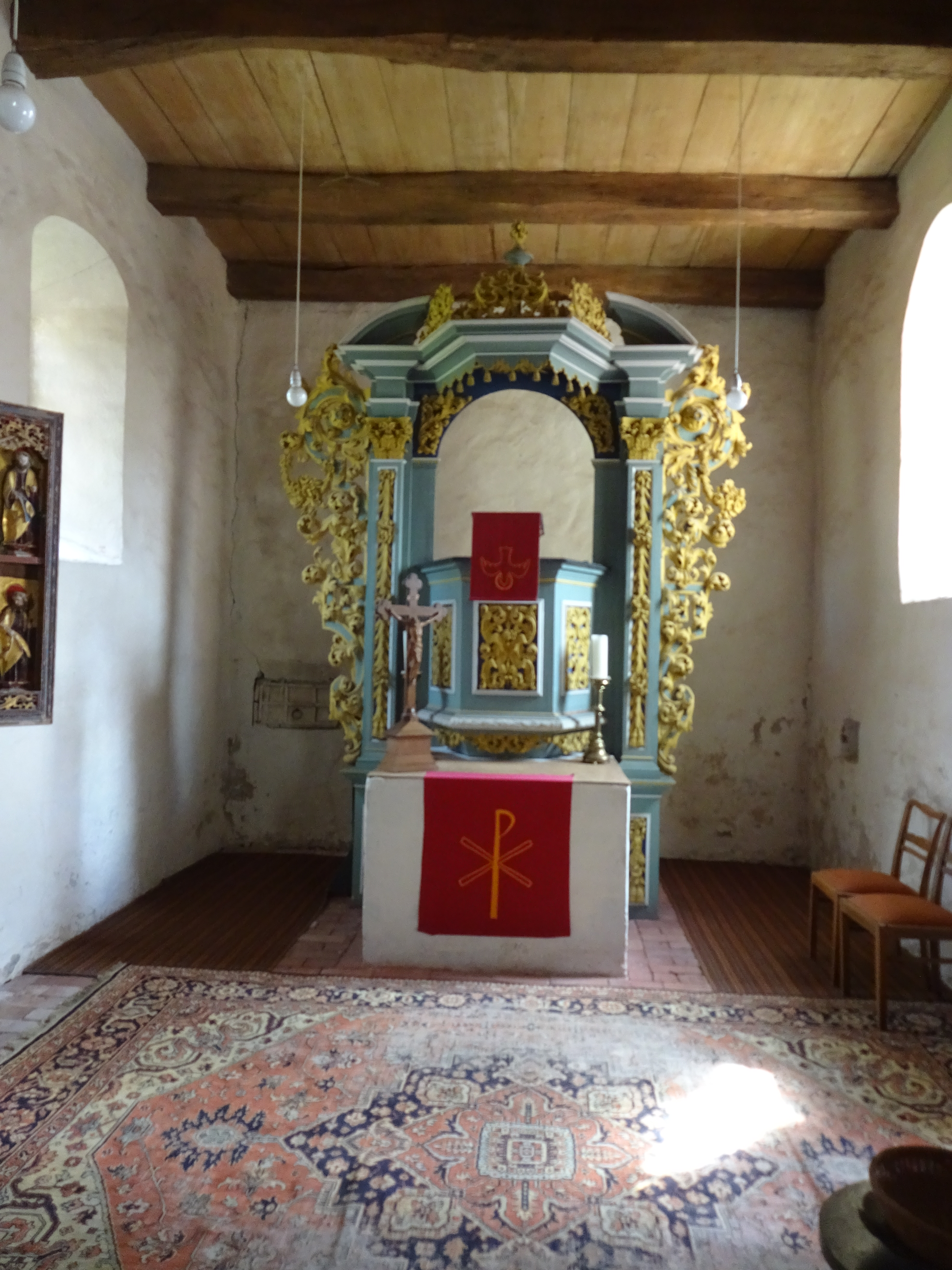
Innenansicht

Im Innern ist das Bauwerk flachgedeckt sowie mit einem großen runden Triumphbogen und einer Spitzbogenöffnung zum tonnengewölbten Turmuntergeschoss geöffnet.

## Ausstattung
Das Hauptstück der Ausstattung ist ein Kanzelaltar aus dem Jahr 1721, architektonischer Aufbau mit gefälliger Régenceschnitzerei an Korb, Wangen und Schalldeckel.

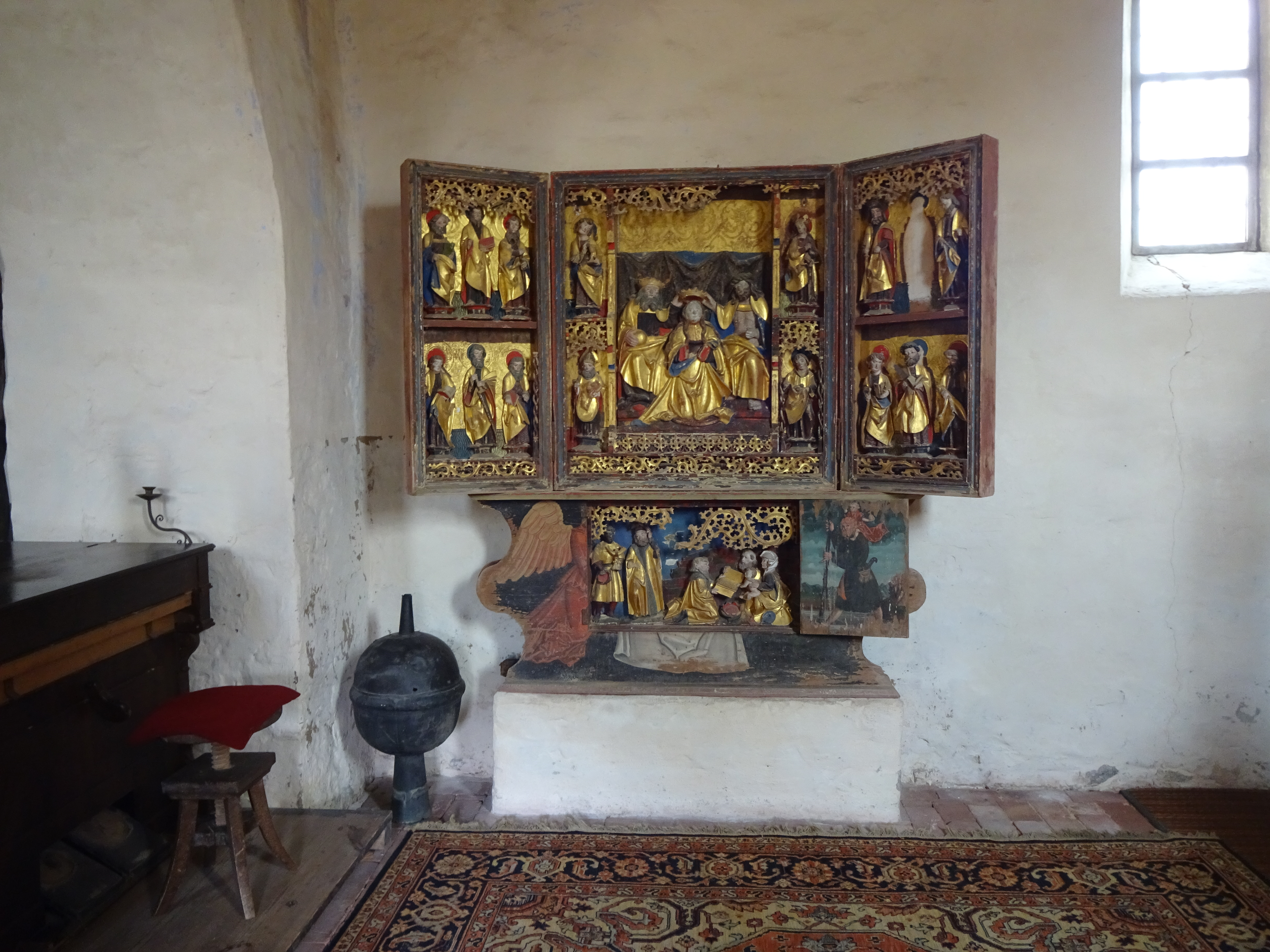
Schnitzaltar

Ein „qualitätvolles“ Schnitzretabel (auch als Flügelaltar überliefert), um 1520 geschaffen, zeigt im Mittelschrein eine Marienkrönung zwischen vier Heiligen. Auf den Flügeln sind die zwölf Apostel in zwei Reihen übereinander, in der Predella die Anbetung der Könige dargestellt. Bei geschlossenem Zustand sind links die stark beschädigten Gemälde der Verkündigung und der Geburt Jesu, rechts die besser erhaltenen Gemälde der Heimsuchung und der Beschneidung sichtbar. Auf dem rechten Predellenflügel (der linke fehlt) sind ein Engel mit Schweißtuch der Veronika, auf seiner Innenseite Christophorus dargestellt.
Eine primitive steinerne Taufe, Anfang des 15. Jahrhunderts geschaffen, ist achteckig mit ornamentaler rötlicher Bemalung und eingeritztem Weihekreuz ausgeführt.
Die schlichten Emporen sind auf die Jahre 1688 und 1704 datiert und ruhen auf quadratischen gedrehten Stützen.
Eine stark beschädigte Schnitzfigur einer stehenden Muttergottes ist ein „vorzügliches“, trotz des kleinen Formats, monumental aufgefasstes Werk vom Anfang des 14. Jahrhunderts.
Nach einer Inschrift auf einer mittelalterlichen Glocke und der Ausstattung wird ein Marienpatrozinium vermutet.
Die Kirche ist von einem Friedhof mit einer gut erhaltenen frühneuzeitlichen Wellerwand aus Fachwerk mit Backsteingefachen umgeben.